# Kristallnachtherdenking
Tijdens de Kristallnachtherdenking wordt een door de nationaalsocialisten georganiseerde pogrom gericht tegen de Joden in Duitsland herdacht. De Kristallnacht vond plaats in de nacht van 9 op 10 november 1938.

## Herdenking in Nederland

### Herdenking door Nederland Bekent Kleur (1992-2001, 2008-nu)
Op 9 november 1992 was de eerste herdenking van de Kristallnacht in Nederland bij het stadhuis in Amsterdam. De jaren daarna namen een tiental steden dit initiatief over waaronder Breda, Eindhoven, Leiden, Groningen, Tilburg, het v/m Kamp Westerbork en het v/m Kamp Amersfoort.
Van 1992 tot 2001 organiseerde Nederland Bekent Kleur (NBK) een Kristallnachtherdenking bij het stadhuis in Amsterdam. Van 2002 tot en met 2007 organiseerde Nederland Bekent Kleur geen herdenking. Vanaf 2008 werd de herdenking hervat.
In de twee decennia sinds 1992 werkten onder meer rabbijn Awraham Soetendorp, Eduard Nazarski (directeur Amnesty International), Marjan Sax (Vrouwen tegen Uitzetting), schrijfster Mies Bouhuys, voormalig minister Ed van Thijn, Dominee Bram Grandia (Raad van Kerken), Judith Belifante (Kamerlid PvdA), oud-Kamerlid Mohamed Rabbae, de Joodse verzetsstrijdster Mirjam Ohringer, verzetsstrijder Henk van Moock, Nuri Karabulut (DIDF), Lalla Weiss (Landelijke Sinti Organisatie), burgemeester Patijn en de wethouders Groen, Ossel en Van Es mee aan deze herdenking van de Kristallnacht.
Vanaf 2011 wordt de herdenking bij het stadhuis georganiseerd door het platform Stop Racisme en Uitsluiting, waar Nederland Bekent Kleur onderdeel van uitmaakt. Het platform heeft aangekondigd op 9 november 2012 een nieuwe herdenking te organiseren bij het stadhuis waar Hedy d'Ancona en schrijver Abdelkader Benali zullen spreken.

#### Kritiek
In 2008 spraken bij de herdenking in Amsterdam onder meer voormalig minister van Binnenlandse Zaken Ed van Thijn (PvdA), voorzitter van NBK René Danen en oud-Kamerlid Mohamed Rabbae (GroenLinks). De herdenking werd door ongeveer 100 mensen bijgewoond. NBK vroeg tijdens de herdenking met name aandacht voor discriminatie van moslims in Nederland. In speeches werd een lijn getrokken van de Kristallnacht naar hedendaagse discriminatie zoals vermeend antisemitisme door Marokkaanse jongeren en de vermeende stigmatisering van moslims in Nederland. Rabbae stelde dat extreemrechts, waaronder Rabbae ook de PVV verstaat, nu dezelfde strategie van ontmenselijking tegen de moslims gebruikt als de nationaalsocialisten tegen de Joden in de jaren dertig.
Deze herdenking zorgde voor kritiek bij een deel van de Joodse gemeenschap. Paul Damen, hoofdredacteur van het Nieuw Israëlietisch Weekblad, sprak in een column van een "schandelijke", "a-historische" en "schaamteloze" bijeenkomst. De gelijkstelling van vermeende moslimhaat met de Kristallnacht vond hij "meeliften op andermans leed".

### Herdenking door gemeente Amsterdam (in 2000)
In 2000 deed de gemeente Amsterdam een oproep voor een "landelijke manifestatie tijdens de Kristallnachtherdenking tegen vreemdelingenhaat, racisme , islamofobie en antisemitisme". De oproep werd ondersteund door een vijftigtal organisaties waaronder het Meldpunt Discriminatie Amsterdam, Nederland Bekent Kleur, CIDI en het Nederlands Auschwitz Comité. Tijdens de bijeenkomst die plaatsvond bij De Dokwerker op het Jonas Daniel Meijerplein zorgde Abdou Menebhi, voorzitter van de Stedelijke Marokkaanse Raad Amsterdam voor opschudding door, tegen de afspraken in, Israël in de herdenking te betrekken. Jacques Grishaver, voorzitter van het Nederlands Auschwitz Comité, besloot hierop Menebhi’s toespraak te onderbreken en haalde hem van het podium. Menebhi was door burgemeester Schelto Patijn als spreker voorgedragen bij de herdenking.

### Herdenking door Centraal Joods Overleg (vanaf 2003)
Sinds 2003 organiseert het Centraal Joods Overleg (CJO) elke vijf jaar een herdenking. Aanleiding voor dit initiatief was destijds een volgens het CJO sterke toename van antisemitisme in Nederland.
In 2003 werd de herdenking van het CJO bezocht door ongeveer duizend mensen. De sprekers waren Frits Bolkestein (toenmalig Europees Commissaris), Job Cohen (burgemeester van Amsterdam), David Cohen Paraira (CJO-voorzitter), Selami Yüksel (woordvoerder Contactorgaan Moslims en Overheid) en Hadassa Hirschfeld (toenmalig adjunct-directeur CIDI).
De herdenking in 2008 in de Stopera werd bezocht door meer dan 200 mensen. De sprekers waren dit jaar Ernst Hirsch Ballin (minister van Justitie), Thomas Buergenthal (auteur, rechter van het Internationaal Gerechtshof en Holocaust-overlever) en Philo Bregstein (schrijver en cineast). De herdenking in de Stopera stond in het teken van het internationale recht en het gevaar van het hedendaagse antisemitisme. Sindsdien worden er verspreid door het land lokale Kristallnachtherdenkingen georganiseerd door lokale werkgroepen of door Joodse gemeenten.
Het CJO gaf in 2010 aan dat het met ingang van 2011 zijn eigen Kristallnachtherdenking jaarlijks zal organiseren in de Portugese Synagoge te Amsterdam, in plaats van eens in de vijf jaar. Het CJO zegt van mening te zijn dat Nederland Bekent Kleur de herdenking bij het stadhuis "politiseert" en "misbruikt (...) voor hun eigen politieke agenda".
De voorzitter van het CJO Chanan Hertzberger komt jaarlijks aan het woord. De herdenking wordt geleid door Dave Heilbron. In 2023 was namens het Kabinet Sigrid Kaag gastspreker tijdens de Nationale Kristallnachtherdenking. In 2024 was dat David van Weel. 